# Alava (Ștefan Vodă)
Alava è un comune della Moldavia situato nel distretto di Ștefan Vodă di 495 abitanti al censimento del 2004.

## Località
Il comune è formato dall'insieme delle seguenti località (popolazione 2004):
- Alava (381 abitanti)
- Lazo (114 abitanti)